# Волконский, Владимир Викторович
Князь Влади́мир Ви́кторович Волко́нский (1866—1914) — волынский губернский предводитель дворянства, член III Государственной думы от Волынской губернии.

## Биография

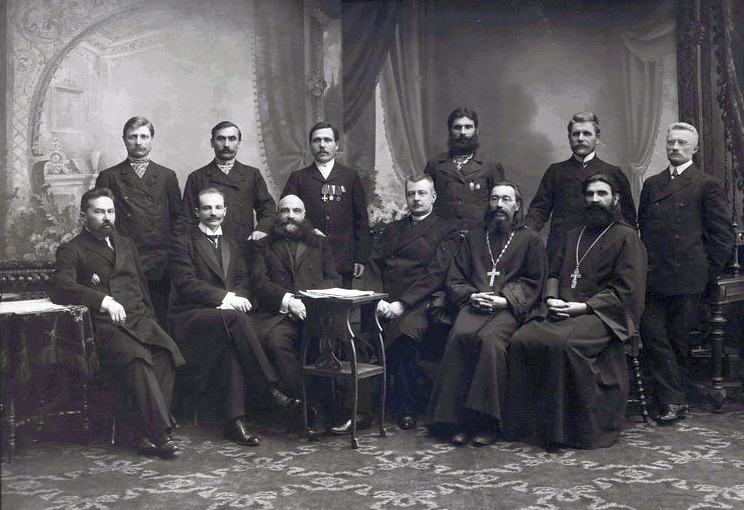
Депутаты Государственной думы Российской империи III созыва от Волынской губернии. Стоят: Клименко Т. И., Андрейчук М. С., Никитюк Я. С., Данилюк Я. Г., Герасименко Е. В., Березовский П. В.; сидят: Клопотович В. Ф., Шульгин В. В., Беляев Г. Н., Волконский В. В., Кириллович Д. Ф., Баранович Д. Я.

Из древнего княжеского рода. Сын князя Виктора Васильевича Волконского (1823—1884) и графини Марии Александровны Стенбок-Фермор. Землевладелец Староконстантиновского уезда Волынской губернии (3866 десятин при местечке Кузьмин, селе Грицыки, местечке Кульчины и селе Волица-Дубищская).
Окончил Александровский кадетский корпус и Михайловское артиллерийское училище (1885), откуда выпущен был подпоручиком в гвардейскую конную артиллерию.
По выходе в отставку в чине подпоручика поселился в своем имении Староконстантиновского уезда, где и посвятил себя сельскому хозяйству и общественной деятельности. С 1891 года состоял почетным мировым судьей Староконстантиновского судебно-мирового округа. В 1896 году был назначен Староконстантиновским уездным, а в 1902 году — Волынским губернским предводителем дворянства, в каковой должности состоял до 1907 года. Из наград имел орден св. Анны 3-й степени, а также медали в память коронации 1896 года и за труды по переписи населения 1897 года. Состоял членом многих благотворительных и просветительских обществ и учреждений. Был членом Русского собрания.
В 1907 году был избран членом III Государственной думы от съезда землевладельцев Волынской губернии. Входил во фракцию правых. Состоял членом комиссий: о неприкосновенности личности и по государственной обороне.
Умер в 1914 году. Похоронен на Никольском кладбище Александро-Невской лавры. Был холост.